# Berberis hookeri
Berberis hookeri là một loài thực vật có hoa trong họ Hoàng mộc. Loài này được Lem. mô tả khoa học đầu tiên năm 1859.